# Liste der Monuments historiques in Île-Molène
Die Liste der Monuments historiques in Île-Molène führt die Monuments historiques in der französischen Gemeinde Île-Molène auf.

## Liste der Bauwerke
| Bezeichnung     | Beschreibung | Standort | Kennzeichnung | Schutzstatus | Datum | Bild           |
| --------------- | ------------ | -------- | ------------- | ------------ | ----- | -------------- |
| Phare de Kéréon | Leuchtturm   | (Lage)   | PA29000082    | Classé       | 2017  | weitere Bilder |

## Liste der Objekte
- Monuments historiques (Objekte) in Île-Molène in der Base Palissy des französischen Kultusministeriums